# إقليم خليج جرفيس
إقليم خليج جيرفيس (بالإنجليزية: Jervis Bay Territory) (تختصر باسم JBT) هو إقليم في كومنولث أستراليا. تم تسليمها من قبل ولاية نيو ساوث ويلز لحكومة الكومنولث في عام 1915  حتى يكون للعاصمة الاتحادية في كانبيرا منفذ إلى البحر.
وكانت تدار من قبل وزارة الداخلية (وبعد ذلك من قبل إدارة العاصمة) كما لو كانت جزءا من مقاطعة العاصمة الأسترالية (ACT)، رغم أنها كانت دائما منطقة منفصلة عن الكمنولث. وقد أتى التصور بأنها جزء من مقاطعة العاصمة من حقيقة أن قوانين مقاطعة العاصمة تنطبق على خليج جرفيس بموجب أحكام قانون قبول إقليم خليج جرفيس. في عام 1989، عندما حققت مقاطعة العاصمة الحكم الذاتي، تولت إدارة الفنون والرياضة والبيئة والسياحة والأقاليم المسؤولية عن إدارة الخليج، ومنذ ذلك الحين كانت تدار من قبل مختلف إدارات الكومنولث لوزير الأقاليم.

## أعلام
- نيفيل مكنمارا